# Berantevilla
Berantevilla é um município da Espanha na província de Álava, comunidade autónoma do País Basco, de área 35,73 km² com população de 446 habitantes (2007) e densidade populacional de 12,48 hab./km².

## Demografia
| Variação demográfica do município entre 1991 e 2004 | Variação demográfica do município entre 1991 e 2004 | Variação demográfica do município entre 1991 e 2004 | Variação demográfica do município entre 1991 e 2004 |
| --------------------------------------------------- | --------------------------------------------------- | --------------------------------------------------- | --------------------------------------------------- |
| 1991                                                | 1996                                                | 2001                                                | 2004                                                |
| 421                                                 | 403                                                 | 459                                                 | 458                                                 |